# Кашина Пецоли (Бергамо)
Кашина Пецоли је насеље у Италији у округу Бергамо, региону Ломбардија.
Према процени из 2011. у насељу је живело 79 становника. Насеље се налази на надморској висини од 117 m.